# Aristide Benoît Zogbo
Aristide Benoît Zogbo (Abidjan, 1981. december 30. –) elefántcsontparti válogatott labdarúgó.

## Sikerei, díjai
- Issia Wazi
  - Elefántcsontparti kupa: 2006